# Pereșcepîne
Pereșcepîne (în ucraineană Перещепине) este un oraș raional din raionul Novomoskovsk, regiunea Dnipropetrovsk, Ucraina. În afara localității principale, mai cuprinde și satele Komintern, Malokozîrșciîna, Oleksandria și Sviceanivka.

## Demografie
Componența lingvistică a orașului Pereșcepîne
     Ucraineană (85,99%)
     Rusă (13,27%)
     Alte limbi (0,39%)
Conform recensământului din 2001, majoritatea populației orașului Pereșcepîne era vorbitoare de ucraineană (85,99%), existând în minoritate și vorbitori de rusă (13,27%).